# (1848) Delvaux
Pour les articles homonymes, voir Delvaux.
L'astéroïde (1848) Delvaux a été découvert le 18 août 1933 à l'observatoire royal de Belgique à Uccle par l'astronome belge Eugène Delporte.

Sa désignation provisoire était 1933 QD.